# EMT6
EMT6 (Experimental Mammary Tumour-6) 是在1971年由史丹福大學的科研人員建立的BALB/cCrgl小鼠乳腺癌細胞系。
科研人員最初是將增生性肺泡結節 (hyperplastic alveolar nodule) 植入至BALB/cCRGl小鼠的體內，使該小鼠形成腫瘤及自發轉移病灶至肺部，命名為KHJJ細胞。接着在BALB/cKa小鼠體內繁殖，並且在第25次動物傳代後進行培養，命名為EMT細胞。EMT6細胞即為EMT細胞的克隆株。EMT6細胞目前已成為三陰性乳腺癌的腫瘤免疫學研究中，有用的臨床前模型。 EMT6細胞會表達細胞程式死亡-配體1 (PD-L1) ，並且對免疫療法有中等的反應。抗CTLA-4抑製劑或抗PD-L1抑製劑通常會抑制着腫瘤的生長，而聯合療法的抑制效果更顯著。